# Dobrjanka (Holowaniwsk)
Dobrjanka (ukrainisch und russisch Добрянка) ist ein Dorf im Südwesten der ukrainischen Oblast Kirowohrad mit etwa 1300 Einwohnern (2001).

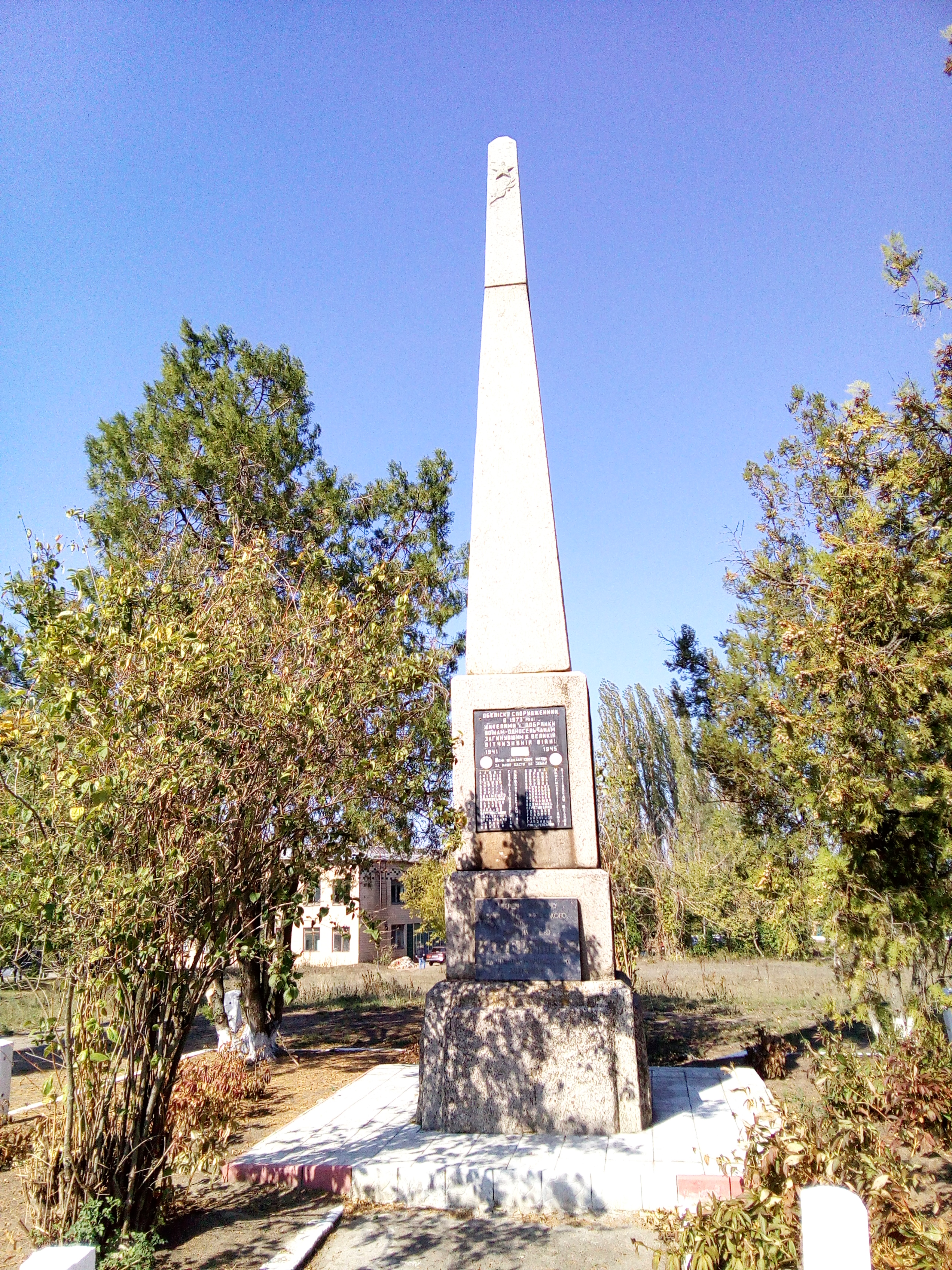
Denkmal im Ort

Das in der ersten Hälfte des 18. Jahrhunderts von Saporoger Kosaken gegründete Dorf liegt auf einer Höhe von 102 m am linken Ufer der Synjucha, einem Nebenfluss des Südlichen Bugs, 14 km nördlich vom ehemaligen Rajonzentrum Wilschanka und etwa 125 km westlich vom Oblastzentrum Kropywnyzkyj.
Durch das Dorf verläuft die Territorialstraße T–12–19.
Am 12. Juni 2020 wurde das Dorf ein Teil der neugegründeten Siedlungsgemeinde Wilschanka, bis dahin bildete es die gleichnamige Landratsgemeinde Dobrjanka (Добрянська сільська рада/Dobrjanska silska rada) im Norden des Rajons Wilschanka.
Am 17. Juli 2020 kam es im Zuge einer großen Rajonsreform zum Anschluss des Rajonsgebietes an den Rajon Holowaniwsk.